# Folgefonna nationalpark
Folgefonna nationalpark er en nationalpark   som ligger på og rundt om isbræen Folgefonna i Vestland fylke i Norge. Den udgør et areal på 545,2 km². Nationalparken blev åbnet af Dronning Sonja af Norge 14. maj 2005 i Mauranger, Kvinnherad. Folgefonna er landets tredjestørste gletsjer.
- Bondhusbræen
- Udsigt over Bondhussøen